# Mogu

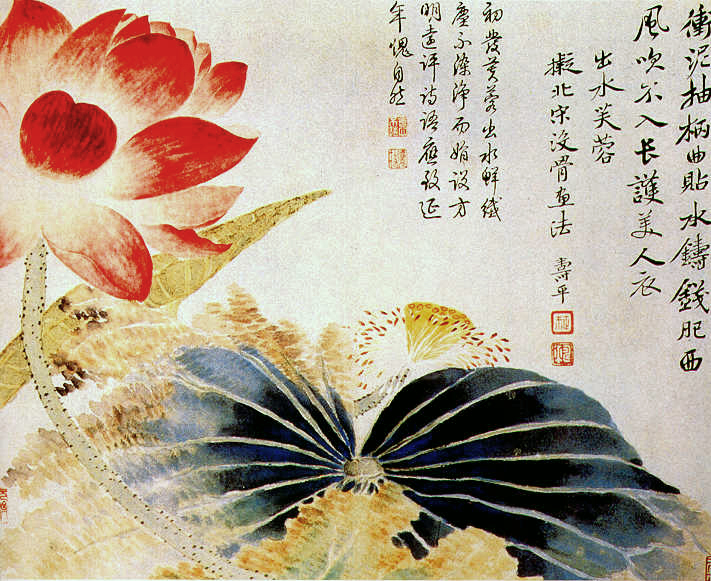
Lotusbloemen breken door het wateroppervlak door Yun Shouping

Mogu (沒骨: 'beenderloos') is een traditionele techniek in de Chinese schilderkunst voor het maken van kleurrijke afbeeldingen in gewassen inkt en kleurwassingen. De techniek werd voornamelijk toegepast in shan shui-landschappen en vogel- en bloemschilderingen.

## Techniek
Mogu-schilderingen worden uitgevoerd met inkt- en pigmentwassingen middels een inktpenseel. In tegenstelling tot gongbi-schilderingen worden er vrijwel geen schetslijnen gebruikt en bestaat het resultaat voornamelijk uit kleurvlakken. Daar de mogu-techniek zeer precies uitgevoerd dient te worden, laat het minder vrijheid voor expressie dan monochroom werken.

## BekendeMogu-kunstenaars
- Xu Xi (937–975)
- Xu Congsi (actief 11e eeuw)
- Yun Shouping (1633–1690)
- Ju Chao (1811-1865)
- Ju Lian (1828-1904)
- Gao Jianfu (1879–1951)
- Chen Shuren (1883–1948)
- Gao Qifeng (1889–1933)